# Naxi

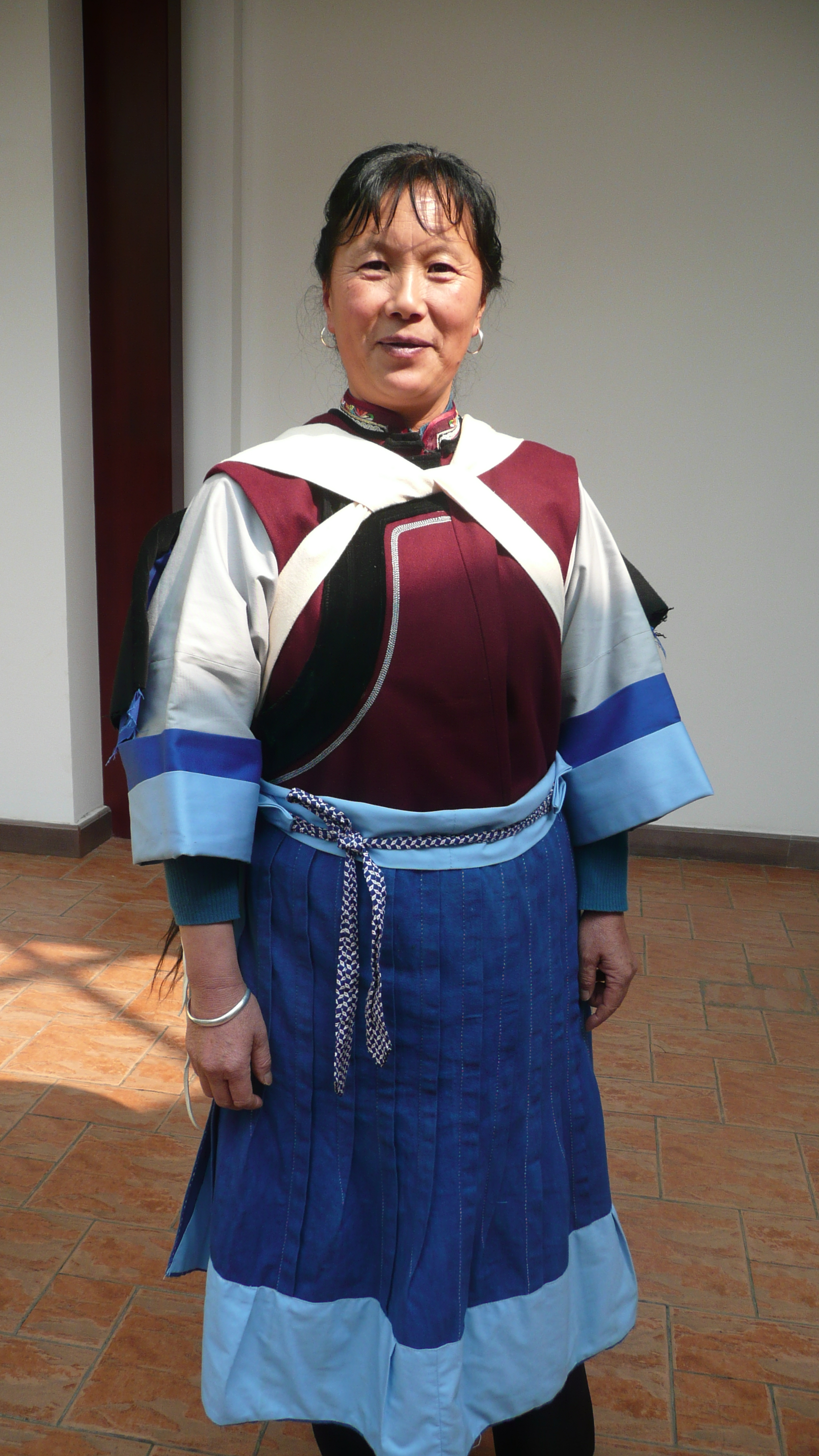
Traditionelle Naxi-Kleidung

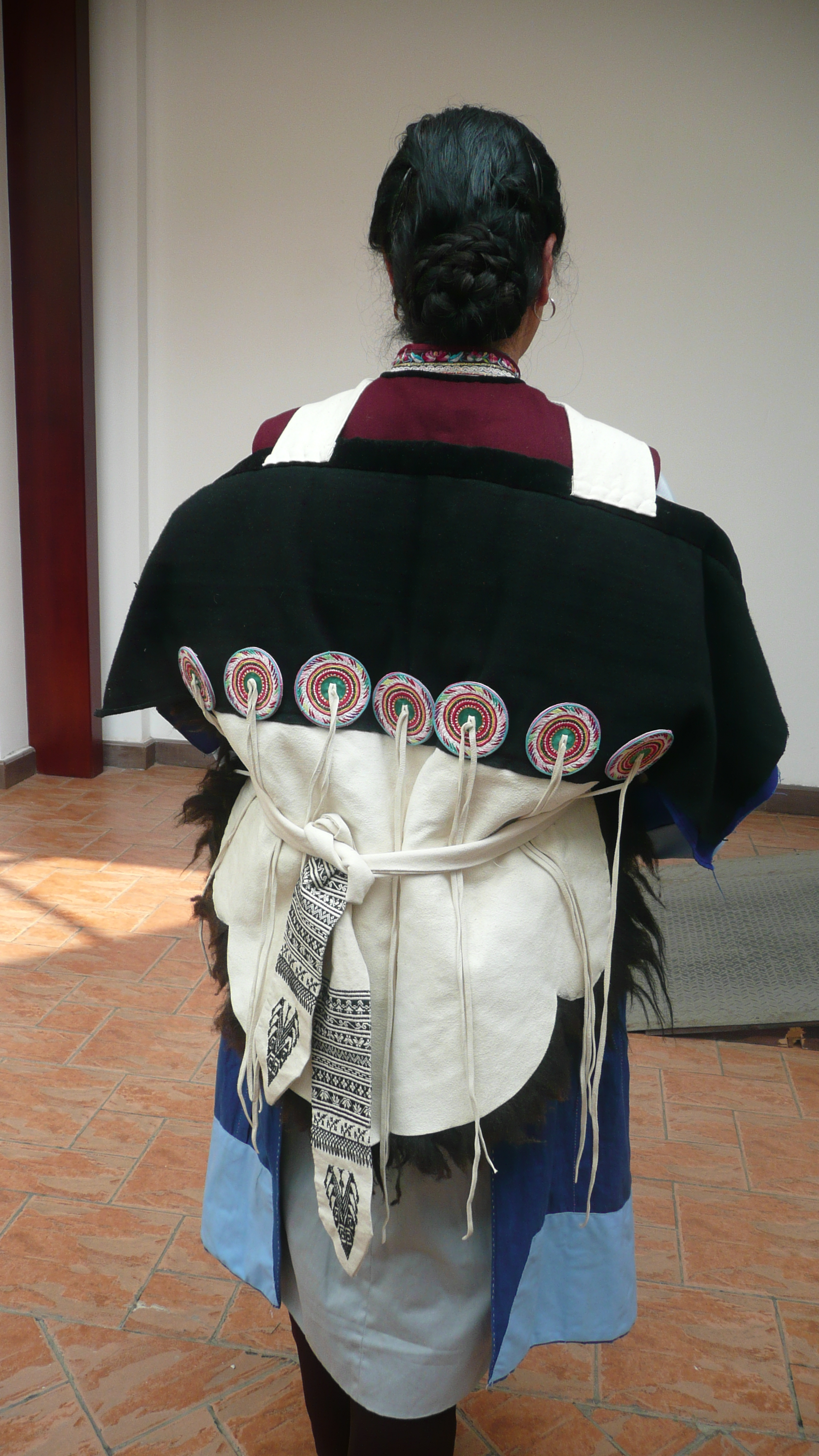
Traditionelle Naxi-Kleidung

Die Naxi (chinesisch 纳西族, Pinyin Nàxī zú) sind ein Volk im Südwesten der Volksrepublik China. Sie leben in den südöstlichen Ausläufern des Himalaya. Das Zentrum der Naxi-Kultur ist die Stadt Lijiang, deren Altstadt auch zum Weltkulturerbe der UNESCO erklärt worden ist.
Die Naxi sind eine der 55 ethnischen Minderheiten, die von der chinesischen Regierung offiziell anerkannt werden. Dabei wird auch der Stamm der Mosuo (auch: Moso) offiziell als Teil der Naxi betrachtet. Insbesondere kulturell unterscheiden sich die beiden Ethnien jedoch teilweise stark voneinander. Während die Mosuo für ihre matrilinearen Elemente und ihre Besuchsbeziehungen Mittelpunkt zahlreicher Spekulationen waren, sind es bei den Naxi eher ihre Schrift und ihre Dongba-Ritualexperten. Beim Zensus im Jahre 2010 wurden insgesamt 326.295 Naxi gezählt.

## Geschichte
Die genaue Geschichte der Naxi verliert sich im Dunkeln. So wird unter anderem angenommen, dass sie irgendwann, vielleicht erst im 10. Jahrhundert, aus dem Westen oder Nordwesten einwanderten. Unterschiedliche und nicht einheitliche Bezeichnungen der Chinesen für Ethnien, die am Rande ihres Herrschaftsgebietes lebten, erschweren die Rekonstruktion. So wäre es theoretisch möglich, dass die in der Han-Dynastie erwähnten Maoniu Yi oder die Moxie Yi der Tang-Dynastie ihre Vorfahren waren. Das Verbreitungsgebiet lag zudem dichter an den Staaten Nanzhao und Dali als am eigentlichen chinesischen Territorium, es unterstand ihnen wohl auch zeitweilig. Die Gegend wurde bis ins 20. Jahrhundert als unzugänglich und rebellisch bezeichnet.
Da die Naxi eine Stammesgesellschaft waren, organisierten sie sich in Clans bzw. Sippen, die ein starkes Gefühl der Unabhängigkeit nach außen besaßen. Eine Gegenbewegung setzte zwischen dem 10. und 13. Jahrhundert ein, als das Nomadentum zugunsten von anderen Lebensweisen, Agraranbau, Handel usw. an Einfluss verlor. Auch taten sich wohl einzelne, mächtigere Stämme hervor, unter denen auch Sklavenhaltung verbreitet gewesen zu sein scheint.
Zur Zeit der Yuan-Dynastie wurde Lijiang erstmals offiziell zur chinesischen Präfektur erklärt. Während dieser Einfluss vermutlich noch zu vernachlässigen ist, war die Politik der Ming-Dynastie relevanter: Um ihren Anspruch auf abgelegene, rebellische, nicht-chinesische ethnische Gebiete durchzusetzen, unterstützte sie lokale Machthaber, die den Ming wiederum tributpflichtig waren. Damit verfolgte sie eine Politik der Nichteinmischung in lokale Traditionen. Im Gebiet der Naxi waren die geförderten und von China legitimierten Machthaber der Clan der Mu.
Erst im 18. Jahrhundert (1723/24) wurde diese Politik von den Qing aufgegeben und durch den Versuch ersetzt, das offizielle System einzuführen. Mandarine wurden vom Hof entsandt, um die Gegend zu verwalten. Die Mu-Machthaber wurden entthront und viele lokale Traditionen als unvereinbar mit Konfuzianismus und in China herrschenden Moralvorstellungen abgeschafft.
Auch im 20. Jahrhundert wurden die Naxi stark von der Außenwelt beeinflusst. Im japanisch-chinesischen Krieg (1937–1945) wurde Lijiang ein wichtiger Stützpunkt auf der Versorgungsroute der mit der Guomindang Alliierten. Auf einem eigens erbauten Flughafen starteten die Flying Tigers. 1949 wurde Lijiang Teil der Volksrepublik China, deren Maßnahmen ebenfalls kleinere Ethnien stark beeinflussten.
Der vielleicht bedeutendste moderne Einfluss ist die Öffnung Lijiangs hin zum Tourismus. Während in den 1990ern nur einige Backpacker anzutreffen waren, hat in den letzten Jahren insbesondere der neue chinesische Massentourismus rasanten Einfall gehalten. Ob dies nur die Folklore fördert, dem eigenständigen Erhalt der Naxi dient oder ihre Kultur untergräbt bleibt umstritten und wird sich zeigen. Für 2000 werden etwa 2,8 Millionen Touristen gezählt.

## Kultur

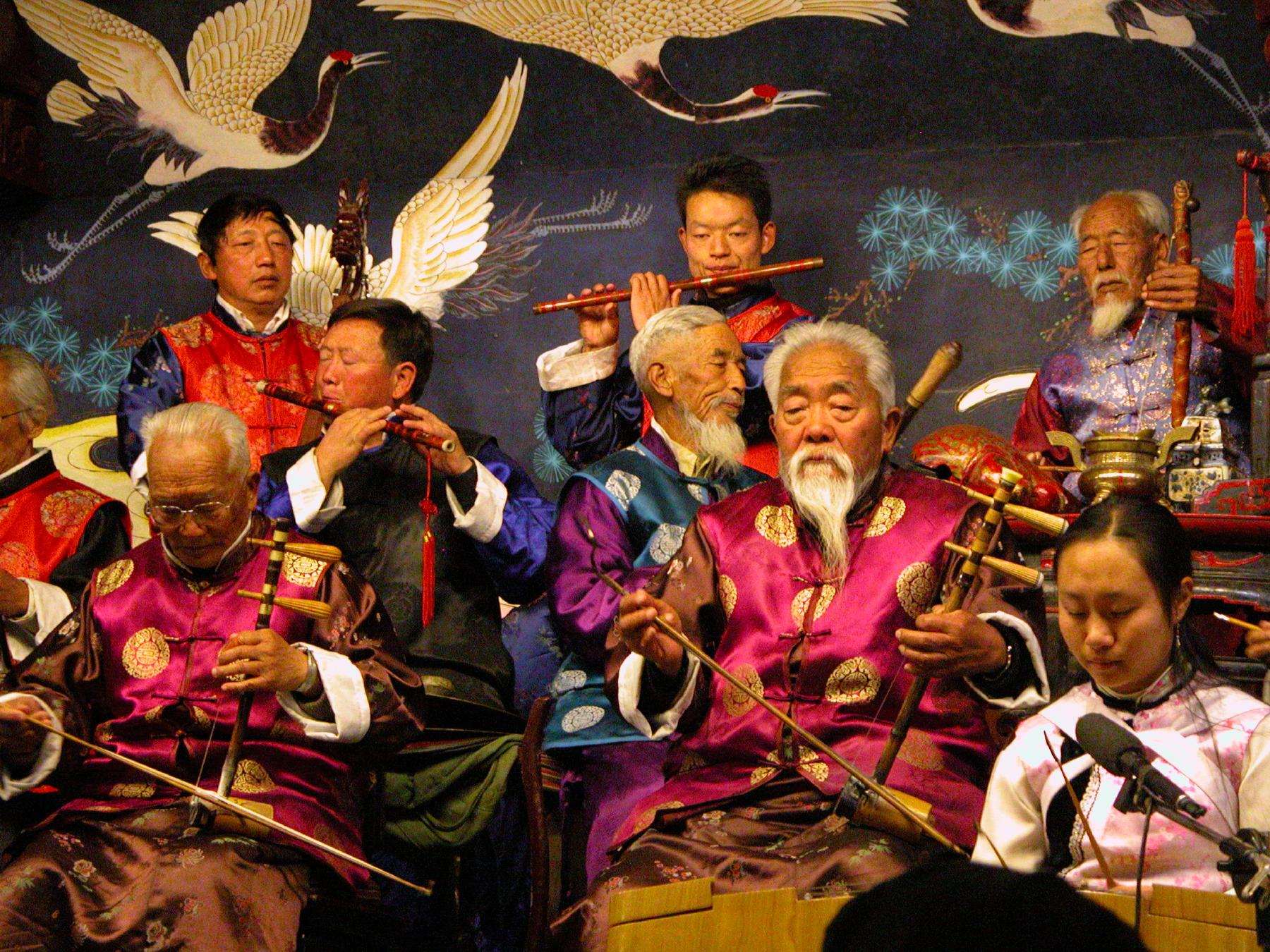
Das Naxi Orchestra ist eine bekannt touristische Attraktion in Lijiang.

Während die Naxi-Kultur und -Sprache (zu den tibetobirmanischen Sprachen zählend) im westlichen Verbreitungsgebiet (um die alte Hauptstadt Baisha und die neue Lijiang) eher einheitlich ist, sind die genauen Verwandtschaftsbeziehungen und Ähnlichkeiten mit den im östlichen Teil verbreiteten Gruppen umstritten. Zu diesen Streitpunkten gehören insbesondere die Mosuo, die im Mittelpunkt vieler (eher verklärenden denn aufschlussreichen) Diskurse stehen.
Die traditionelle Kleidung der Naxi-Frauen sind "Froschaugen-Gewänder", blaue Kleider mit zwei an der Schulter aufgenähten weiß-bunten Kreisen. Da die vorherrschende Farbe blau ist, konnte sich der Gebrauch der Mao-Kappe bis heute erhalten. Felle werden gerne verwendet. Die Männer tragen fast keine traditionelle Kleidung mehr.
Im Westen fast unbekannt ist die Assoziation der Naxi in China mit dem Liebesselbstmord. Dieser wird zurückgeführt auf die Etablierung der Vermittlungsehe nach chinesischem Vorbild ab dem 18. Jahrhundert.
Die Naxi wurden außerhalb Chinas bekannt durch den austro-amerikanischen Botaniker Joseph Rock, der 24 Jahre lang in Yunnan während der 1920er bis 1940er Jahre lebte, sowie durch Peter Goullart, einen russischen Arzt, der während der gleichen Zeit Yunnan bereiste.
Eine weitere bekannte Persönlichkeit der Gegend ist Dr. Ho, der seinen Ruhm durch die Beschreibungen von Bruce Chatwin erlangte.

## Religion

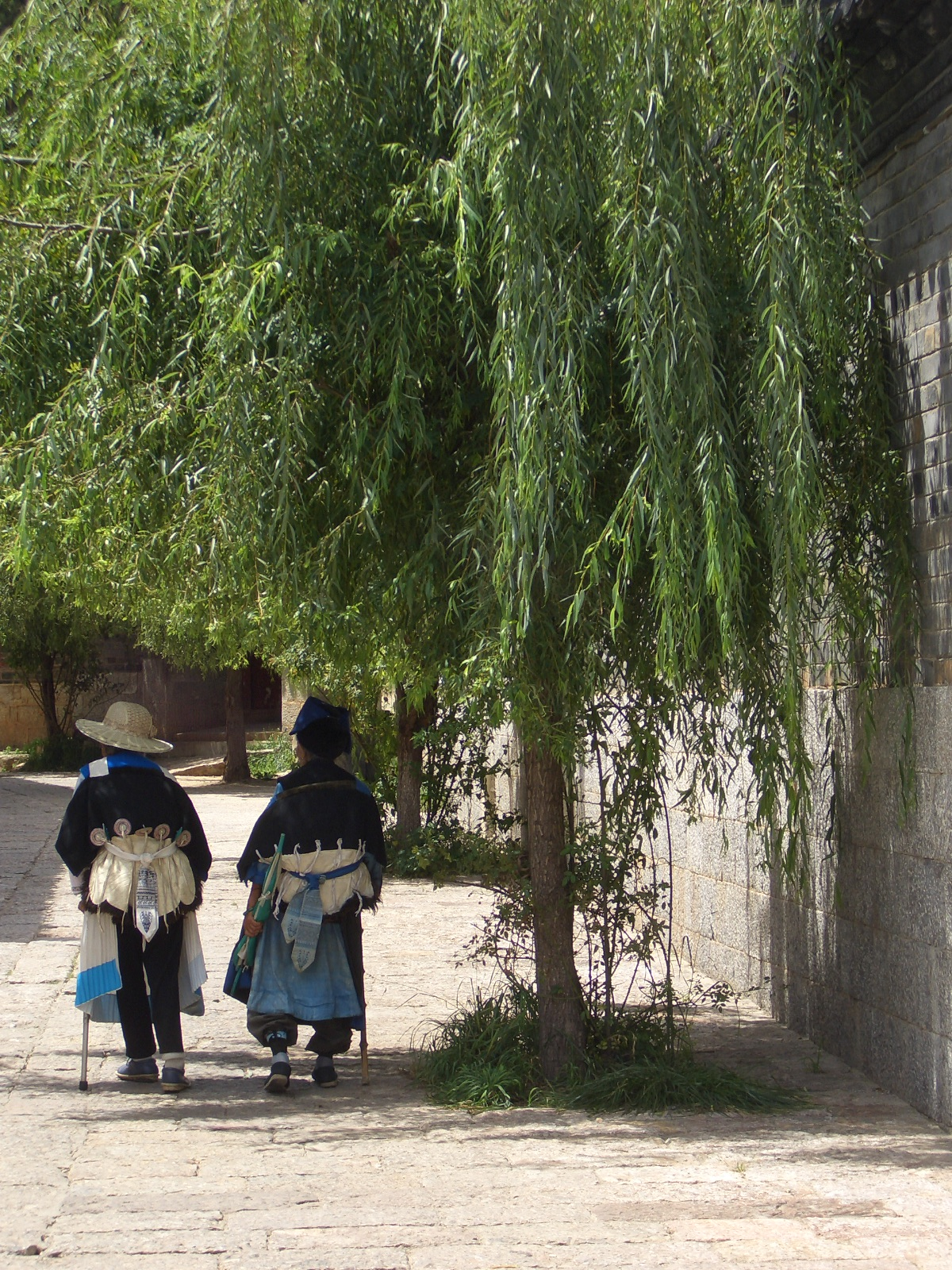
Frauen in der traditionellen Kleidung der Naxi

Die Ethnische Religion der Naxi ist Ausgangspunkt zahlreicher Spekulationen. Dabei werden Konzepte von Diffusionismus, ursprünglichem, naturverbundenem Animismus und Schamanismus verwendet, die jedoch gerade bei den Naxi problematisch sind, da sie geschichtlich erst sichtbar werden, nachdem sie in China in Kontakt zu Nanzhao, Dali, Tibet und han-chinesischen Gebieten kamen.
Die Komplexität der religiösen Traditionen zeigt sich in dem (wenngleich ebenfalls klischeehaften) Spruch: 100 Zeremonien, 1000 Riten, 2000 Götter und 10000 Texte.
Zunächst sind für das Gebiet Tempel des Vajrayana zu erwähnen, insbesondere der Kagyupa. Bön, eine in seiner Entstehung von der Struktur des Vajrayana beeinflusste renativistische Religion Tibets, ist ebenfalls zu finden. Des Weiteren sind einige Frauen als "llübu" aktiv und verrichten insbesondere divinatorische und exorzistische Rituale. Im Bereich der Familie, der Hochzeit und der Bestattungen sind chinesische Einflüsse sehr stark gewesen.
Bekannt im Ausland sind besonders die Dongba. Diese religiösen Ritual-Experten werden in einigen Texten als Schamanen eingestuft, manchmal auch als im 17. Jahrhundert eingetroffene vertriebene Bön-Priester bezeichnet. Tatsächlich lassen sich einige Ähnlichkeiten zum Bön finden. Die Zuordnungsprobleme sowie die starken Wandlungen insbesondere im 20. Jahrhundert machen eine genaue Rekonstruktion unmöglich.
Die Dongba leiteten viele wichtige Zeremonien. Eine Wiederbelebung durch das Dongba Research Institute und wieder durchgeführte Festivitäten (allerdings oft unter dem Vorzeichen des Tourismus) hat in den letzten Jahren begonnen.
Für die langen Rezitationen, Gesänge und bei der Durchführung ihrer Zeremonien verwendeten die Dongba eine Fülle von Schriften.

## Schrift

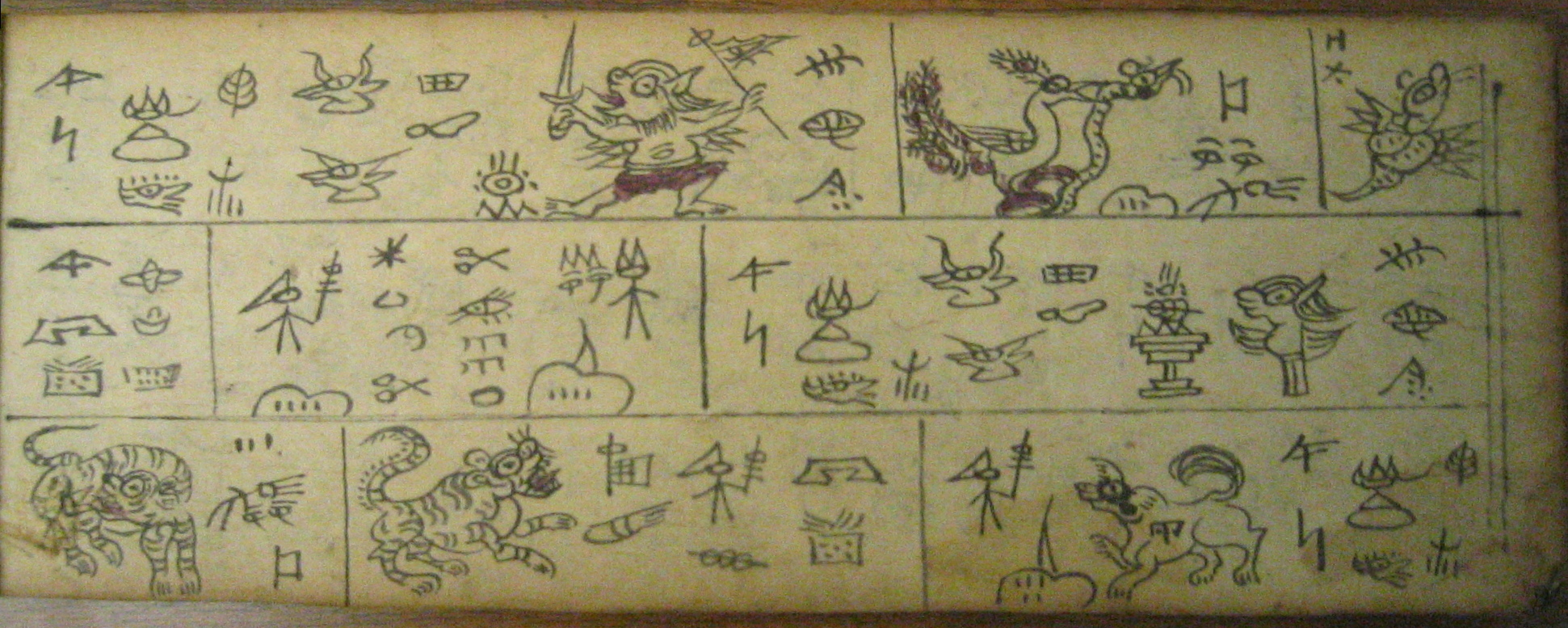
Ein Manuskript, auf dem auch Schriftzeichen der Dongba-Schrift zu erkennen sind.

Die Dongba-Schrift geht einer Überlieferung nach auf das 13. Jahrhundert zurück. Sie scheint tatsächlich keineswegs älter zu sein. Die Dongba-Schrift wurde nur von den Dongba als Erinnerungshilfe oder Vorlage bei ihren Ritualen benutzt. Sie besteht aus etwa 1400 Zeichen, von denen 90 % echte Piktogramme darstellen. Damit besitzt sie den höchsten Anteil an Piktogrammen in allen heute noch geschriebenen Schriften und wird häufig verallgemeinernd zur Hieroglyphenschrift erklärt. Sie ist trotz ihres manchmal naiven Erscheinungsbildes höchst komplex und nur sehr schwer erlernbar. Besonders ältere Texte stellen eher Erinnerungshilfen dar, die aus dem Kopf ergänzt werden müssen.
Nachdem es fast keine Schriftkundigen mehr gab, wurde das Dongba-Forschungsinstitut gegründet. Dort und in einigen anderen universitären Einrichtungen hat man inzwischen damit begonnen, den gewaltigen überlieferten Schriften-Korpus zu bearbeiten.
Eine weitere Schrift der Naxi war das Geba, das aus vereinfachten Schriftzeichen der Dongba-Schrift und aus entliehenen, veränderten chinesischen Schriftzeichen und neu erfundenen Zeichen bestand.

## Verbreitungsgebiete der Naxi auf Kreisebene (2000)
Beim Zensus im Jahre 2000 wurden in ganz China 308.839 Naxi gezählt. In ihrem Hauptverbreitungsgebiet, dem Kreis Lijiang stellen sie jedoch nur noch ungefähr 20 % der Bevölkerung. Für die Verbreitungsgebiete wurden nur Werte über 0,10 % berücksichtigt.
| Stadt, Kreis, Stadtbezirk                  | Übergeordnete Bezirksebene         | Übergeordnete Provinzebene | Anzahl der Naxi | Anteil aller Naxi Chinas |
| ------------------------------------------ | ---------------------------------- | -------------------------- | --------------- | ------------------------ |
| Autonomer Kreis Lijiang der Naxi*          | Regierungsbezirk Lijiang**         | Provinz Yunnan             | 201.066         | 65,1 %                   |
| Kreis Shangri-La                           | Autonomer Bezirk Dêqên der Tibeter | Provinz Yunnan             | 25.840          | 8,37 %                   |
| Autonomer Kreis Ninglang der Yi            | Regierungsbezirk Lijiang**         | Provinz Yunnan             | 19.653          | 6,36 %                   |
| Autonomer Kreis Weixi der Lisu             | Autonomer Bezirk Dêqên der Tibeter | Provinz Yunnan             | 18.489          | 5,99 %                   |
| Kreis Yongsheng                            | Regierungsbezirk Lijiang**         | Provinz Yunnan             | 9.259           | 3,0 %                    |
| Autonomer Kreis Muli der Tibeter           | Autonomer Bezirk Liangshan der Yi  | Provinz Sichuan            | 4.317           | 1,4 %                    |
| Stadtbezirk Guandu                         | Stadt Kunming                      | Provinz Yunnan             | 2.660           | 0,86 %                   |
| Stadtbezirk Wuhua                          | Stadt Kunming                      | Provinz Yunnan             | 2.100           | 0,68 %                   |
| Kreis Yanbian                              | Stadt Panzhihua                    | Provinz Sichuan            | 1.720           | 0,56 %                   |
| Stadt Dali                                 | Autonomer Bezirk Dali der Bai      | Provinz Yunnan             | 1.531           | 0,5 %                    |
| Stadtbezirk Xishan                         | Stadt Kunming                      | Provinz Yunnan             | 1.355           | 0,44 %                   |
| Kreis Markam                               | Stadt Qamdo                        | Autonomes Gebiet Tibet     | 1.113           | 0,36 %                   |
| Kreis Huaping                              | Regierungsbezirk Lijiang**         | Provinz Yunnan             | 1.079           | 0,35 %                   |
| Kreis Jianchuan                            | Autonomer Bezirk Dali der Bai      | Provinz Yunnan             | 1.034           | 0,33 %                   |
| Kreis Lushui                               | Autonomer Bezirk Nujiang der Lisu  | Provinz Yunnan             | 1.007           | 0,33 %                   |
| Kreis Dêqên                                | Autonomer Bezirk Dêqên der Tibeter | Provinz Yunnan             | 940             | 0,3 %                    |
| Stadtbezirk Panlong                        | Stadt Kunming                      | Provinz Yunnan             | 918             | 0,3 %                    |
| Kreis Yanyuan                              | Autonomer Bezirk Liangshan der Yi  | Provinz Sichuan            | 792             | 0,26 %                   |
| Kreis Dêrong                               | Autonomer Bezirk Garzê der Tibeter | Provinz Sichuan            | 719             | 0,23 %                   |
| Kreis Heqing                               | Autonomer Bezirk Dali der Bai      | Provinz Yunnan             | 575             | 0,19 %                   |
| Autonomer Kreis Gongshan der Derung und Nu | Autonomer Bezirk Nujiang der Lisu  | Provinz Yunnan             | 460             | 0,15 %                   |
| Stadtbezirk Longyang                       | Stadt Baoshan                      | Provinz Yunnan             | 458             | 0,15 %                   |
| Kreis Eryuan                               | Autonomer Bezirk Dali der Bai      | Provinz Yunnan             | 402             | 0,13 %                   |
| Stadtbezirk Xi                             | Stadt Panzhihua                    | Provinz Sichuan            | 365             | 0,12 %                   |
| Kreis Fugong                               | Autonomer Bezirk Nujiang der Lisu  | Provinz Yunnan             | 365             | 0,12 %                   |
| Stadt Chuxiong                             | Autonomer Bezirk Chuxiong der Yi   | Provinz Yunnan             | 357             | 0,12 %                   |
| Rest Chinas                                |                                    |                            | 10.265          | 3,3 %                    |

* Anm.: Der Autonome Kreis Lijiang der Naxi (丽江纳西族自治县) wurde am 26. Dezember 2002 aufgelöst. Auf dem größten Teil seiner Fläche wurde am selben Tag der Autonome Kreis Yulong der Naxi (玉龙纳西族自治县) gegründet.
** Anm.: Der Regierungsbezirk Lijiang (丽江地区) wurde am 26. Dezember 2002 aufgelöst. Am selben Tag wurde auf derselben Fläche die bezirksfreie Stadt Lijiang (丽江市) gegründet.

## Nationalitätengemeinden der Naxi
| Provinzebene           | Bezirksebene                       | Kreisebene                       | Nationalitätengemeinde                          | Fläche    | Einwohner (2000) | Davon Angehörige ethnischer Minderheiten | Davon Angehörige der Nominal-Nationalität(en) |
| ---------------------- | ---------------------------------- | -------------------------------- | ----------------------------------------------- | --------- | ---------------- | ---------------------------------------- | --------------------------------------------- |
| Provinz Sichuan        | Autonomer Bezirk Liangshan der Yi  | Autonomer Kreis Muli der Tibeter | Gemeinde Eya der Naxi 俄亚纳西族乡              | 591 km²   | 5.402            | 4.731                                    | 3.148                                         |
| Provinz Yunnan         | Stadt Lijiang                      | Kreis Yongsheng                  | Gemeinde Da'an der Yi und Naxi 大安彝族纳西族乡 | 241 km²   | 15.402           | 9.919                                    | 5.545                                         |
| Provinz Yunnan         | Autonomer Bezirk Dêqên der Tibeter | Kreis Shangri-La                 | Gemeinde Sanba der Naxi 三坝纳西族乡            | 977 km²   | 16.477           | 14.289                                   | 13.051                                        |
| Autonomes Gebiet Tibet | Stadt Qamdo                        | Kreis Markam                     | Gemeinde Yanjing der Naxi 盐井纳西族乡          | 850,6 km² | 1.217            | 1.150                                    | 1.013                                         |